# Иустин Философ
Иусти́н Филосо́ф (Иусти́н Вели́кий, Иусти́н Ри́мский, Иусти́н Му́ченик, Юсти́н Му́ченик; др.-греч. Ἰουστίνος ὁ Φιλόσοφος; ок. 100—165 гг.) — раннехристианский мученик и апологет. Причислен к лику святых в Православной и Католической церквях. Часто напоминал про необходимость заботы христиан о нуждающихся. Первым из христианских богословов привил христианскому вероучению понятия греческой философии и положил начало богословскому истолкованию истории. По Иустину, древние философы разъясняли язычникам истины Ветхого Завета, а философия возможна, потому что человеку присуща способность Боговедения (поэтому античная философия не бесполезна, а служит приуготовлением к Новому Завету). Несмотря на присутствие в одной из работ, адресованных грекам, взглядов, которые можно понять как тварность Логоса, что позднее было названо субординационизмом (Логос-Слово — активная часть материи и присутствие Бога в этом мире — творение Бога-Отца), Философ-Мученик в остальном в этой работе и во всех других работах без этой, возможно, обусловленной цензурой, оговорки точно излагает учение о Пресвятой Троице. С другой стороны, если принять объяснение о. Иоанна Мейендорфа, что здесь Иустин имел в виду проявление Отца в тварном мире через Его Сына Слово, его богословие можно считать вполне православным. Иустин развивает учение о Боге как Творце мира, как о принципе его существования, о Том, Кто является в Теофании, с одной стороны, и как полностью апофатичном, трансцендентном, несообщаемом, «анонимном» с другой. Иустин Философ — не только поборник научной картины мира и учитель древнего радикального материалиста Татиана, но и предвосхититель того богословия, которое найдёт своё завершение в современном православном исихазме, начиная с работ Григория Паламы.

## Биография
Родился около 100 года в городе Флавия Неаполис в римской провинции Сирии Палестинской. Его дед носил латинское имя Вакх (Вакхий), а его отец — латинское имя Приск, что дало повод предположить, что родители Иустина принадлежали к числу римских колонистов, восстанавливавших город после его разрушения во время Иудейской войны 70 г. Его родители были язычниками, а сам Иустин указывает на своё языческое происхождение и называет себя «необрезанным».
Иустин в книге «Диалог с Трифоном иудеем» подробно описывает своё обучение. Сначала он занимался философией у стоического философа, но вскоре разочаровался в стоической школе ввиду того, что она, по мнению Иустина, не считала познания о Боге необходимыми. Тем не менее, уже став христианином, Иустин считал Сократа и стоиков до Рождества Христова христианами до Христа. Заимствуя у стоиков отдельные элементы учения о «семенном Логосе», Иустин отвергает и атеизм, и пантеизм стоиков: вместо Логоса как некоего безликого мирового Закона, действующего с фатальной неизбежностью, является Логос-Христос, то есть второе Лицо Святой Троицы, по безмерному Человеколюбию Своему принявшее всю полноту человеческого естества, и тем самым открывшее Своей благодатью Истину во всей её совокупности. Точно так же и третье Лицо — Святой Дух — воплощает все «духи»-добродетели, в то время как ранее, например, Соломон обладал лишь даром мудрости, а пророк Даниил — лишь даром разума и совета и т. д. Христос — Логос и Святой Дух — раздаёт таланты своим последователям по их достоинству, но и спросит с каждого в соответствии с полученным им от Господа даром. Затем Иустин познакомился с перипатетиком, но ушёл от него после того, как тот потребовал плату за обучение. Иустин беседовал с неким знаменитым пифагорейцем, но не был допущен к обучению в этой школе ввиду отсутствия у Иустина познаний в области музыки, астрономии и геометрии. После этого он познакомился с платоником, с которым занимался философией долгое время. Таким образом, на Иустина оказал значительное влияние платонизм промежуточного периода (Средний платонизм). Но наиболее важной в жизни Иустина оказалась встреча с пожилым человеком, вероятно, палестинским или сирийским христианином. Во время диспута старец критикует ряд положений распространённых философских школ и убеждает Иустина, что для познания Бога следует обращаться к ветхозаветным пророчествам более, чем к доводам разума. Иустин как платоник считал, что душа наша — божественна, бессмертна и есть «часть царственного Ума», то есть Бога. Поэтому она и может зреть Его «оком ума». Старец противопоставляет такой идее иное понятие о душе: она не является «жизнью самой по себе», но жизнь получает от Бога и лишь «сопричаствует» этой жизни. Поэтому душа имеет начало и перестаёт существовать, когда у неё отнимается «жизненный дух», дарованный Богом. Иустин описывает и другой повод, заставивший его принять христианство. Во Второй апологии он пишет, что в то время, когда он учился у платоника, то «слышал, как поносят христиан, но видя, как они бесстрашно встречают смерть и все, что почитается страшным, почел невозможным, чтоб они были преданы пороку и распутству».
Иустин принимает крещение, вероятно, в промежуток между 132 и 137 г. и занимается активной миссионерской деятельностью.
Поскольку иудеи считали, что Мессия родится от людей, а не от Бога, в диалоге с Трифоном иудеем Иустин Философ доказывает рождение Христа от Девственницы ссылкой на греческий перевод слов пророка Исаии: се, Дева во чреве приимет и родит Сына, и нарекут имя ему: Еммануил (Ис 7.14). Но Трифон ссылается на еврейский текст Библии, где употреблено слово «alma», которое может означать не только девственницу, но и «молодую женщину», хотя в Септуагинте используется только перевод «дева». Иустин же настаивает на том, что пророк Исаия говорил именно о рождении Иисуса от Девственницы.
Иустин много путешествует, в частности, он посещает Александрию и Эфес. В правление Антонина Пия прибывает в Рим, где основывает собственную официально — философскую школу, но фактически — катехизическую школу, среди учеников которой был Татиан. Вступил в диспут с киником Кресцентом, обвинявшим христиан в атеизме, и, по утверждению самого Иустина, «доказал, что Кресцент вовсе ничего не знает», а также предложил повторить диспут в присутствии императора.

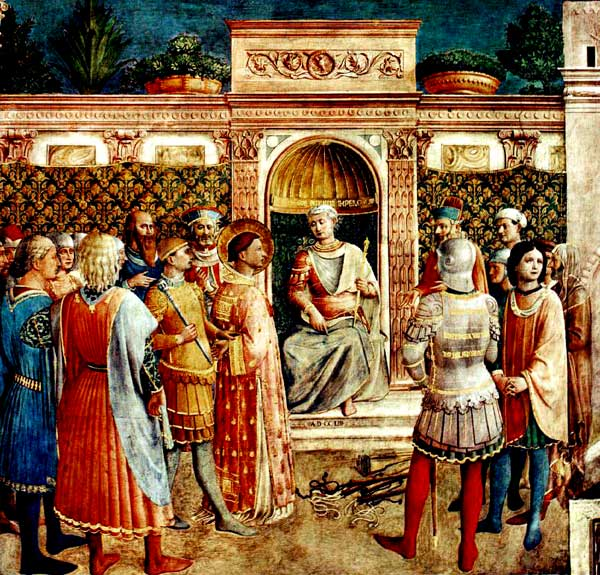
Юний Рустик председательствует на суде над Иустином Философом. Фра Анджелико, 1447—1450.

Уже во Второй апологии Иустин предполагает, что будет «повешен на дереве, по крайней мере, Кресцентом». Татиан также упоминает, что Кресцент преследовал его самого и Иустина, но он не говорит о том, чем это преследование закончилось, так как, вероятно, писал ещё до кончины Иустина. Евсевий тоже считает, что к смерти Иустина причастен Кресцент, но его источниками являются упомянутые выше два отрывка из сочинений Иустина и Татиана. Этого же мнения придерживается и Иероним Стридонский. Но так как все достоверные источники, включая «Акты Иустина», хранят на эту тему молчание, то становится невозможно достоверно определить, причастен ли Кресцент к казни Иустина.
Согласно «Мученическим актам», сохранившимся в сборнике Симеона Метафраста, римский префект Рустик расспрашивал Иустина о его вере и христианском образе жизни, а также убеждал вернуться к почитанию эллинских богов, на что получил отказ. Тогда «за отказ принести жертву богам и неповиновение приказу императора» Иустин вместе с шестью своими учениками (Харитон, Харито, Эвелпист, Иеракс, Пеон, Либериан) подверглись бичеванию, а затем были обезглавлены. Таким образом, Иустин был казнён около 165 г.

## Сочинения
Согласно самому Иустину, он является автором трактата «против всех ересей». Ириней Лионский цитирует фрагмент из недошедшего до нас сочинения Иустина «Против Маркиона». Евсевий Кесарийский упоминает обе эти работы, но сам, похоже, не читал их. Также у него представлен известный ему список работ Иустина: «речь, обращенная к Антонину, именуемому Благочестивым, к его детям и к римскому сенату»; апология «к Антонину Веру» (к Марку Аврелию); «К эллинам»; ещё одно сочинение к эллинам, называющееся «Обличение»; «О Божественном единодержавии»; «Лирник»; сочинение о природе души; «Диалог с Трифоном иудеем»; «Против Маркиона»; в конце добавляет, что «существует много и других его трудов у многих братьев». Более поздние авторы ничего не прибавляли к этому списку.

### Первая апология

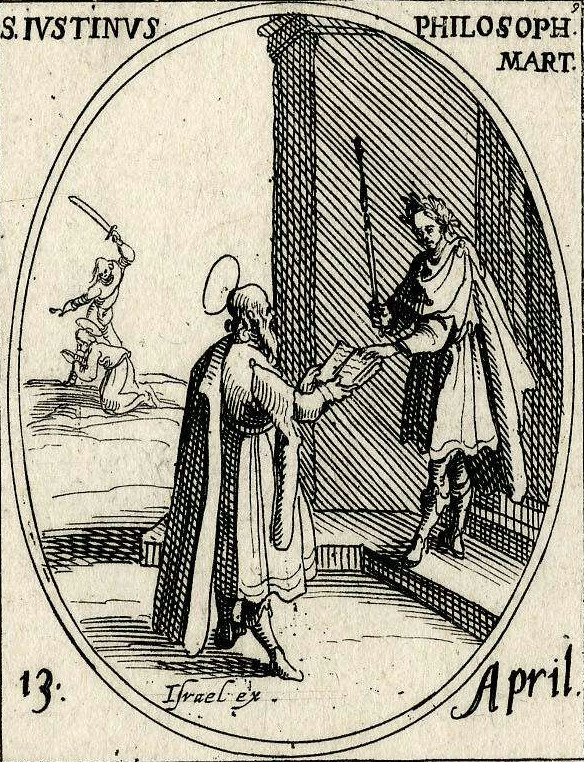
Иустин Философ вручает императору свою «Апологию». Бумага, гравюра. Автор: Жак Калло. Франция, 1632—1635.

Из сохранившихся работ «Первая апология» — наиболее ранний труд Иустина. Атрибуция этой работы не вызывает сомнений, а датировка, по разным оценкам, варьируется от 149 до 155 года. Главный адресат апологии — император Антонин Пий, известный как честный и склонный к философии человек. Иустин ставит своей задачей защитить христиан от обвинений, связанных с непочитанием эллинских богов, что рассматривалось как безбожие и считалось уголовно наказуемым преступлением; от обвинений в политическом перевороте; в бытовых преступлениях, безнравственности и даже в подкидывании новорождённых младенцев. Во второй части сочинения Иустин излагает христианское вероучение: описывает ветхозаветные пророчества, которые, по его мнению, сбылись, и которые сбудутся, а также приводит схожие элементы иудео-христианской и эллинских религий, обосновывая это сходство заимствованием греками этих элементов из Библии. Иустин завершает текст прошением о прекращении преследования и приложением нескольких правительственных писем, свидетельствующих о благонадёжности христиан.

### Вторая апология
Вторая апология состоит из пятнадцати глав и дополняет Первую. Ряд учёных предполагает, что изначально обе апологии представляли собой единое произведение, но свидетельство Евсевия Кесарийского говорит против такого утверждения. Время написания точно определить невозможно, но, вероятно, она была написана в скором времени после написания Первой, то есть около 155 года.
Поводом для написания этого письма к римскому Сенату стал следующий инцидент. В Риме ведущая распутную жизнь женщина приняла христианство. Её муж не отказался вместе с ней от прежнего образа жизни, и женщина подала разводное письмо. В отместку, муж через своего друга сотника убедил префекта Урбика заключить в тюрьму наставника своей жены — некоего Птоломея за то, что он был христианином. Когда Птоломея было приказано казнить, другой христианин по имени Лукий указал Урбику, что он осуждает ни в чём не повинного человека. Тогда Урбик, узнав, что Лукий тоже христианин, приказывает казнить его вместе с Птоломеем.
Иустин излагает сенату христианское учение, чтобы тот обнародовал его и избавил христиан от ложных обвинений. В частности, Иустин затрагивает тему самоубийства и дачи ложного показания, теодицеи, эсхатологии, гонений и смерти. Как и в Первой апологии, Иустин на протяжении всего повествования проводит параллели с греческой литературой и философией.

### Диалог с иудеем Трифоном
Ещё одно сочинение, не вызывающее сомнений в авторстве, — это «Диалог с Трифоном иудеем». Вероятнее всего, диалог записан около 160 года. В отличие от Апологии Иустин отступает от монолога и выбирает жанр диалога. Его оппонентом является эллинизированный иудей по имени Трифон. Некоторые учёные считают, что в действительности диалога не было, и Трифон — лишь литературный герой Иустина. В частности, сомнение вызывает способность Иустина столь подробно передать детали диалога спустя 30 лет (либо спустя 20 лет). Согласно другой точке зрения, дебаты могли иметь место в истории ок. 132 г., и к 160 г. Иустин тщательно собрал все аргументы, которые в полемике накопила его Церковь. Также существует мнение, что Трифон, являющийся оппонентом Иустина, — это рабби Тарфон. Относительно целевой аудитории сочинения единогласного мнения тоже нет. Среди учёных XIX в. было распространено традиционное мнение, что ею являются евреи. Но в XX веке ряд учёных стал придерживаться мнения, что целевая аудитория Диалога — греки. Вероятный адресат сочинения — некий Марк Помпей, упомянутый в 141 главе.
Композиционно сочинение можно поделить на три части:
- В первой части (гл. 11 — 31) рассматривается вопрос о роли Моисеева Закона.
- Во второй части (гл. 32 — 110) идёт речь о значении и природе Иисуса Христа .
- В третьей части (гл. 111 −142) Иустин дискутирует о спасении язычников.

### Спорные, подложные и утраченные сочинения
Сохранились многие другие сочинения, приписываемые Иустину, атрибуция которых подвергается серьёзной критике. Среди них: «Увещательное слово к эллинам», «Речь к эллинам», «О единовластительстве» («О монархии»), «О воскресении», «Послание к Диогнету».
Сохранилось несколько сочинений, однозначно не принадлежащих Иустину: «Вопросы христиан к язычникам», «Вопросы язычников к христианам», «Вопросы и ответы к православным», «Опровержение некоторых аристотелевских мнений», «Изложение правого исповедания», «Послание к Зене и Серену».
Ряд сочинений утерян: «Синтагма против всех ересей», «Против Маркиона», «К эллинам», «Обличение», «Лирник», «О Божественном единодержавии».

## Учение

### Учение о Боге: Триадология
На вопрос Трифона иудея, что есть Бог, Иустин отвечает: «То, что всегда пребывает одним и тем же и есть причина бытия прочих существ, подлинно есть Бог». Говоря о Боге, Иустин ссылается на Платона и даёт следующее определение: Бог «есть существо тождественное себе, высшее всякой сущности, неизреченное, неизъяснимое, единое, прекрасное и благое, внезапно проявляющееся в благородных душах по причине их сродства и желания видеть Его».
Иустин подчеркивает трансцендентность Бога, характеризуя Его в популярных терминах позднеантичной философии как «нерождённого» (ἀγέννητος), «неизречённого» (ἄρρητος), «неизменного» (ἄτρεπτος) и «вечного» (ἀίδιος). У трансцендентного Бога «нет определенного имени, ибо если бы Он назывался каким-нибудь именем, то имел бы кого-либо старше себя, который дал Ему имя». Он никому не является и никогда прямо не беседует, только через посредство Сына или ангелов. В то же время Иустин подчёркивает и имманентность Бога, указывая, что Бог «ясно видит и слышит, не глазами или ушами, но неизглаголанною силою, так что Он все видит и все знает, и никто из нас не скрыт от Него».
В отличие от греческих философов, Иустин говорит о личном Боге. Бог является не только творцом Бытия, принципом духовных и нравственных сил и законодательной власти, но Он есть личность, вступающая в определённые отношения с людьми, заботясь о них, причём о каждом человеке в отдельности, а не только о целом мире. Для этого Он управляет спасением человечества в истории, устанавливая различные жертвы, субботы и закон. Бог способен слышать молитвы. К личностному Богу можно применять такие эпитеты как «милостив», «человеколюбив». Можно говорить об Его сострадании или гневе.

## Почитание

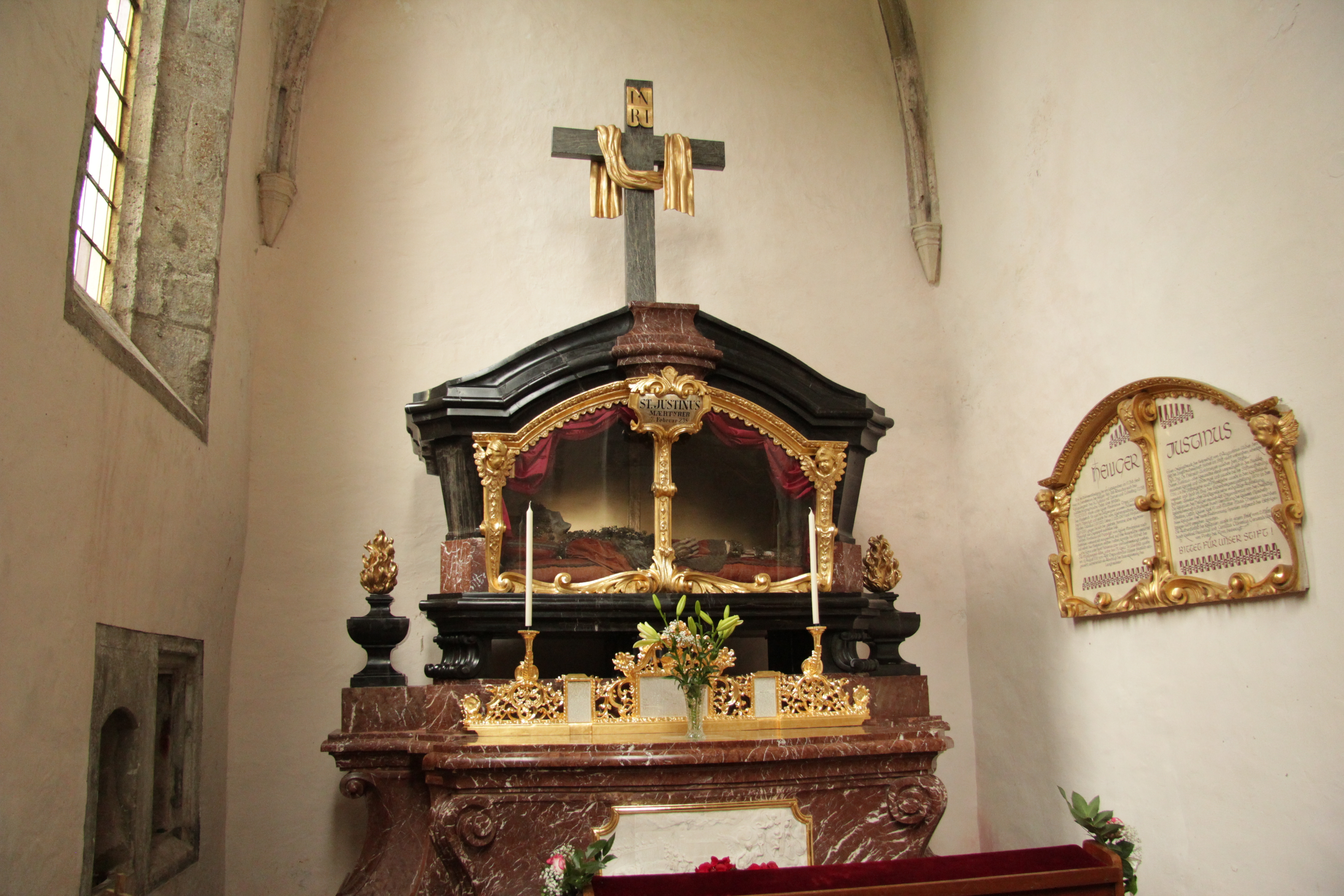
Церковь Св. Иустина (Лилиенфельд, Нижняя Австрия)

«Акты Иустина», сохранившиеся в трёх редакциях на греческом языке, свидетельствуют о раннем почитании Иустина Философа как мученика. По мнению исследователей, «Акты Иустина» являются копиями судебного допроса с добавлением вводной и заключительной части.
Тем не менее, имя Иустина Философа не встречается в латинских календарях. Лишь в середине IX века Флор Лионский впервые указал в мартирологе имя Иустина под 12 апреля. Вероятно, дата была выбрана на том основании, что в мартирологе Иеронима под 12 апреля указана память мучеников Карпа, Папилы и Агафоника, пострадавших схожим путём (путём обезглавливания) и при схожих обстоятельствах во время преследования христиан при императоре Деции. Позже Иустин упоминается в мартирологе Адона Виеннского, в мартирологе Узуарда и в мартирологе Цезаря Барония. Почитание Иустина получило широкое распространение при Пие IX, который 11 июня 1874 года утвердил решение Конгрегации обрядов о наделении Иустина Философа статусом «duplex minus» и об установлении на 14 апреля дня его памяти. Но, так как этот день перегружен в связи с пасхальным циклом, Иустин впоследствии стал поминаться 1 июня, в соответствии с греческими календарями.

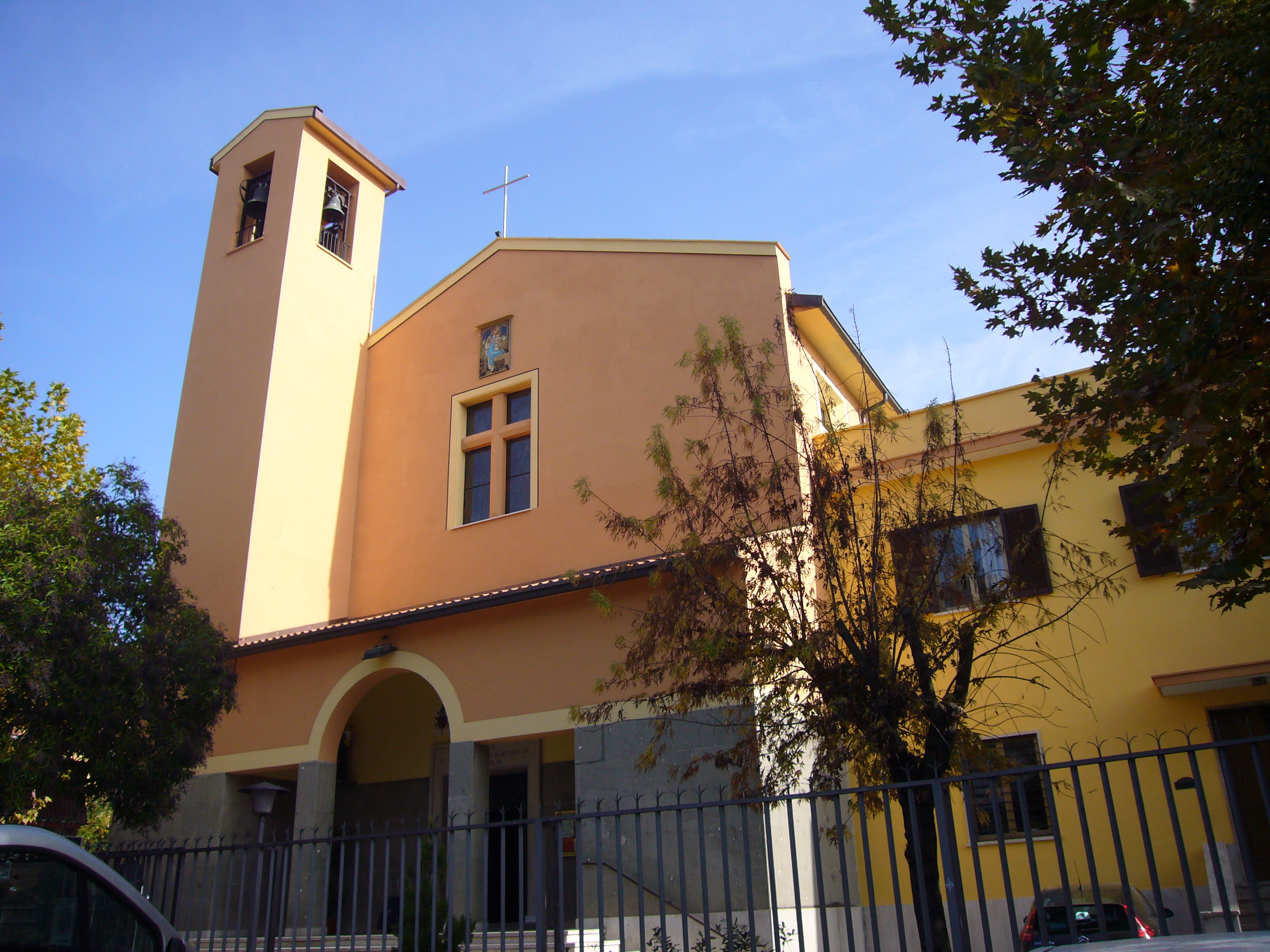
Церковь Святого Иустина в квартале Алессандрино (Рим).

В византийских синаксарях, начиная с IX века, под датой 1 июня указывалась память двух святых с именем Иустин: первый — вместе с учениками Харитоном, Харито, Эвелпистом, Иераксом, Пеоном, Либерианом; второй — Иустин Философ. Это, вероятно, связано с тем, что Евсевий Кесарийский и Иероним Стридонский описывают кончину Иустина иначе, чем «Акты Иустина», что дало византийским агиографам повод предположить двух мучеников с одинаковым именем. По мнению болландистов, дата 1 июня была выбрана лишь на том основании, что в этот день не было службы другим святым. Празднование 1 июня памяти двух Иустинов прочно вошло в практику греческого православия. Так в «Новом Синаксаристе» Никодима Святогорца приводится два рассказа о мученичестве Иустина: в одном упоминаются ученики, а в другом — нет. Только в XX веке митрополит Софроний (Евстратиадис) указал на то, что в синаксарях подразумевается один человек. Сейчас Элладская Православная Церковь празднует 1 июня память только одного Иустина.
В славянской агиографии также сложилась традиция празднования памяти двух Иустинов. Так сведения об Иустине с учениками и Иустине Философе содержатся в стишном Прологе (XIV в.), в Великих Макарьевских Четьи-Минеях (XVI в.), в Житиях Святых Димитрия Ростовского и в современном церковном календаре Русской Православной Церкви.
В дошедших до нас источниках сведения о месте погребения Иустина Философа отсутствуют. Папа Урбан VIII (1623—1644) подарил монастырю Санта-Мария-делла-Кончеционе мощи Иустина, происхождение которых неизвестно. В 1992 г. мощи были перенесены в Церковь св. Иустина в квартале Алессандрино в Риме.

## Иконография

### Традиция изображения
Согласно греческому иконописному подлиннику иеромонаха Дионисия Фурноаграфиота (ок. 1730—1733 гг.) Иустин Философ описывается как «молодой, с круглой бородой, говорящий: Иже во Отце и Сыне и Божественном Духе, Бог Святый». В другом разделе этого подлинника Иустин описан как «старец с длинной бородой».
В русских иконописных подлинниках сводной редакции (XVIII век) говорится, что Иустин «подобием рус, власы с ушей кратки, брада аки Козмина, около шеи плат белый, в руках книга, риза лазорева, испод светлокрасная». Здесь же описывается другой Иустин (сказывается традиция отмечания памяти двух Иустинов): «подобием темнорус, власы кратки и просты, брада аки Богоотца Иоакима, риза багряная, испод дикая, в руке крест».
В начале XX века академик В. Д. Фартусов в пособии для иконописцев говорит об Иустине следующее: «типа самарян, но из язычников; 61 года, у него небольшая борода, волосы рассыпаны по плечам; одежда — длинная туника и длинный плащ, закинутый за плечо. В руках хартия с его изречением „Добре ведый, яко часто народным неразсудным судом неповинные осуждаются, яко повинные, и чистые, аки сквернители, обезславляемые бывают, и праведники аки грешники вменяются“». Фартусов предлагает и другой вариант надписи на хартии: «Есть Существо выше всех существ, непостижимое, Неисповедимое, едино Доброе и Красное, Егоже знания желание благородным душам из начала от Того же Самого есть всаждено: любит бо То от оных познано и видено быти». Так же он допускает изображение на хартии слов, обращённых старцем к Иустину: «Ум человеческий, не наставленный от Духа Святаго, и верою непросвещенный, Бога никакоже имать ведати и разумети».

### Изображения Иустина Философа на минеях, храмовых росписях и иконах
Изображения Иустина Философа получили наибольшее распространение в связи с включением его в минейные циклы. Наиболее ранним памятником календарного типа, содержащим изображение Иустина, является Синайский гексаптих (конец XI — начало XII века) из монастыря вмц. Екатерины на Синае. В полный рост Иустин изображён в Минологии Димитрия Солунского (1327—1340 гг., Фессалоники) и в «Афонской книге образцов» (греко-грузинская рукопись, кон. XV в.).
Один из первых примеров русской иконописи представлен на годовой минее первой половины XVI в. (музей икон в Рекклингхаузене). Здесь Иустин изображён с тёмными короткими волосами и округлой небольшой бородой. Одет в сине-зелёный хитон и красный плащ. В правой руке держит крест, левая прижата к груди. Иустин также изображён на майских иконах на комплектах годовых миней XVI века (ВГИАХМЗ); на комплектах годовых миней конца XVI века (КОГИАМЗ); на годовых минеях XVIII века работы И. Ф. Липина (КОГИАМЗ); на иконе на май и июнь XVII века (старообрядческая реставрация первой четверти XIX века; хранится в ГРМ); на гравированных святцах работы Г. П. Тепчегорского (1714 и 1722 гг. издания) и И. К. Любецкого (1730 г.).

## Галерея

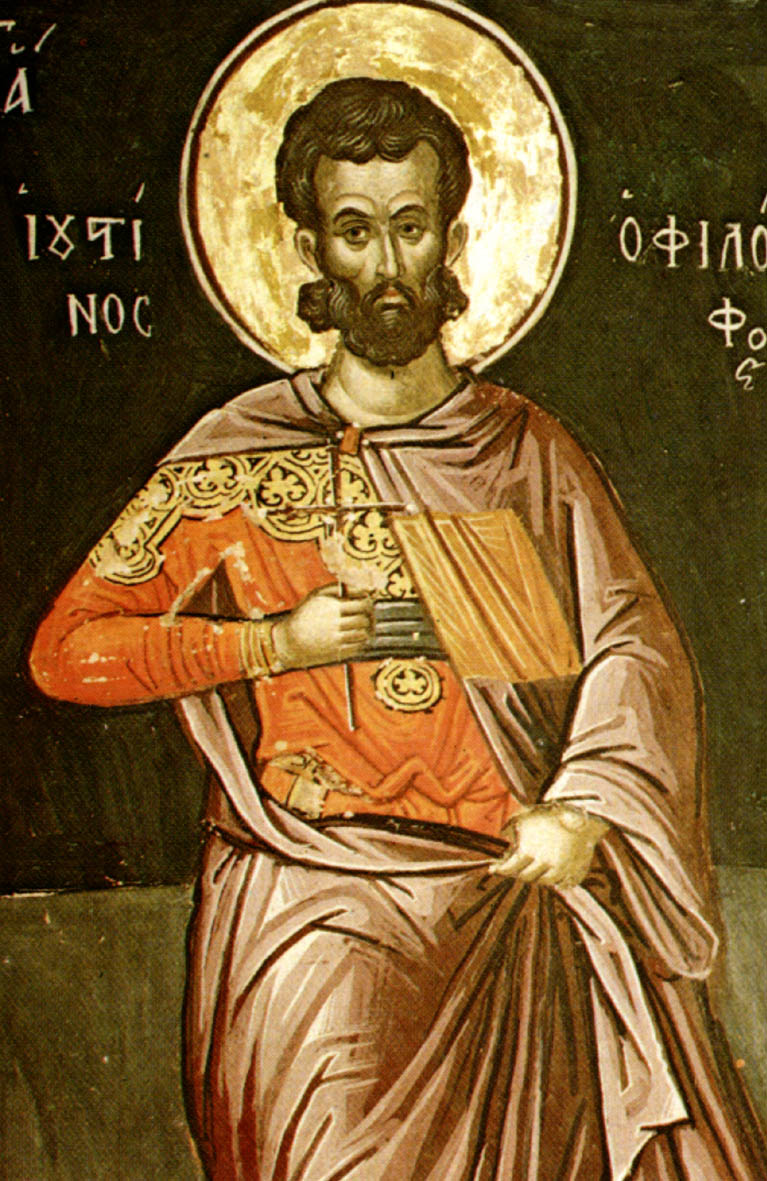
Иустин Философ. Фреска Феофана Критского и его сына Симеона. Церковь свт. Николая (Монастырь Ставроникита, Афон), 1546 год.
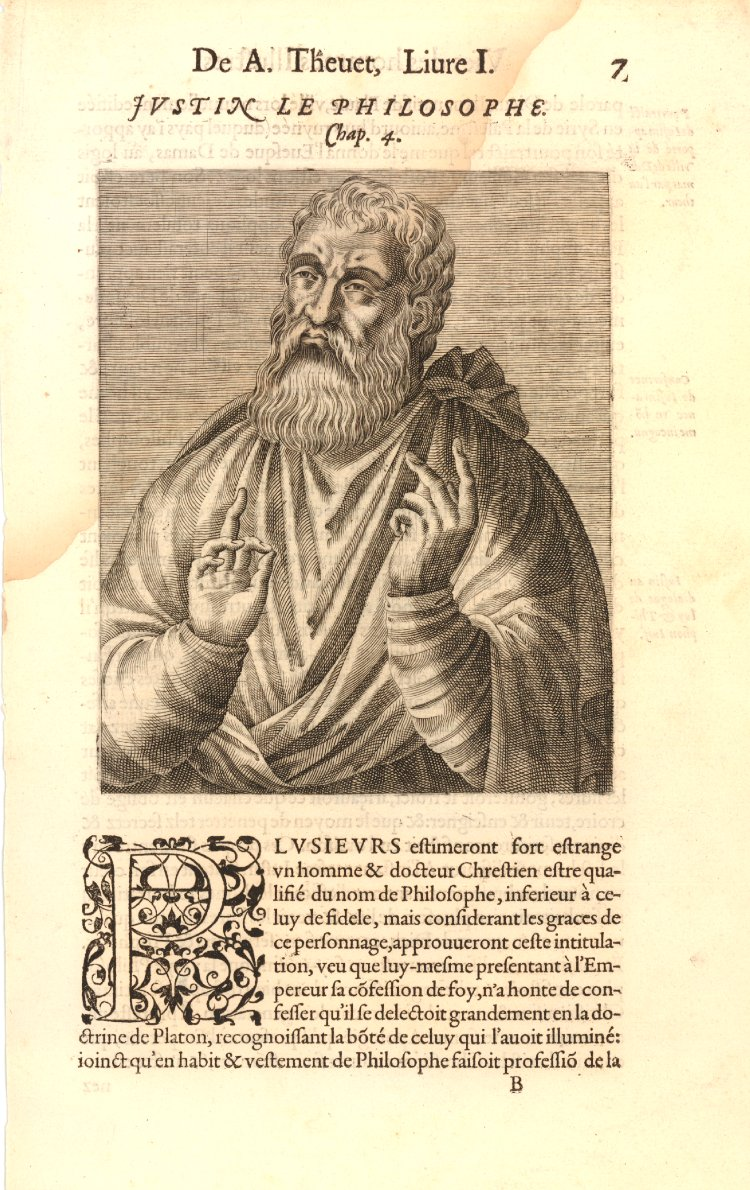
Гравюра Св. Иустина Философа в книге Андре Теве «Les Vrais Pourtraits et Vies Hommes Illustres», 1584.
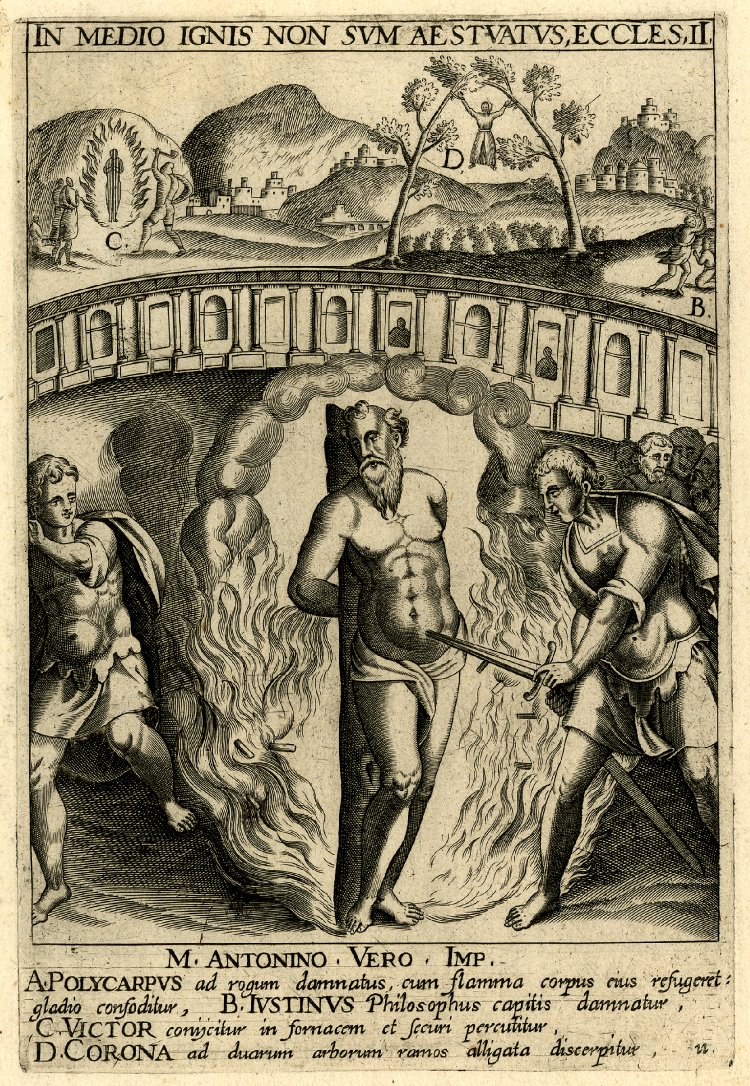
Гравюра мученичества Св. Поликарпа. В правом верхнем углу изображена сцена обезглавливания Иустина Философа. Франция, 1600 - 1620.
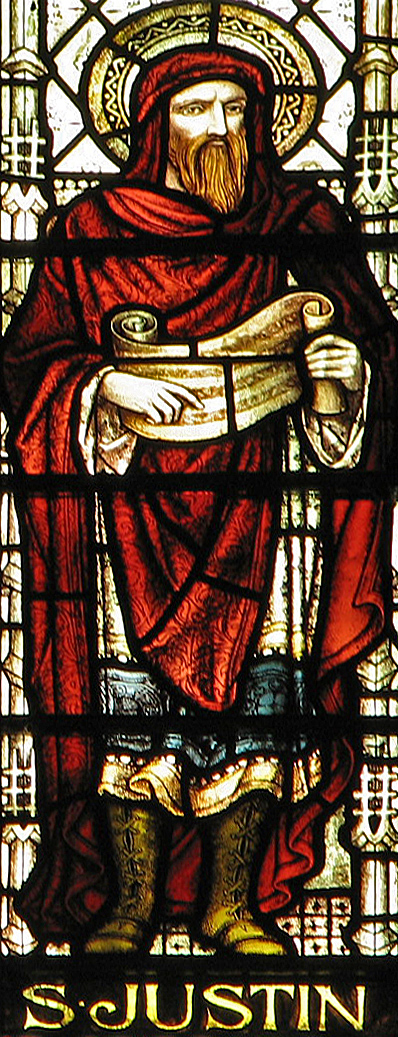
Иустин Философ. Витраж. Церковь Святой Марии. XIX век (?). Кембридж (Великобритания).
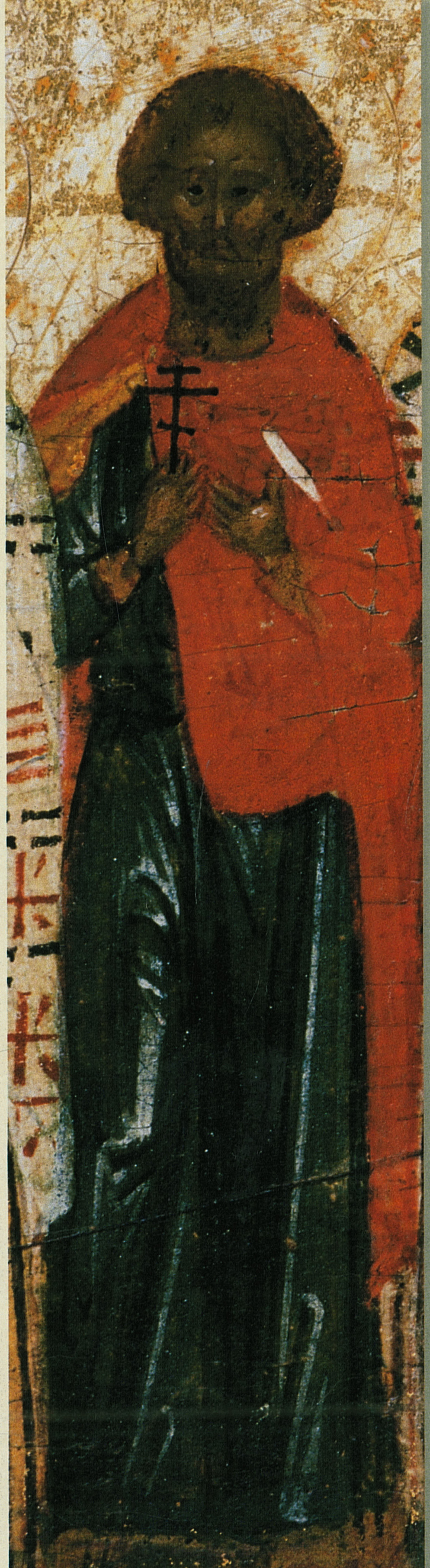
Иустин Философ. Минея годовая - июнь (фрагмент). Икона. Русь, первая половина XVI в. Хранится в музее икон в Реклингхаузене (Германия).
Иустин Философ. Минея - июнь (фрагмент). Икона. Русь, начало XVII в. Хранится в Церковно-Археологическом Кабинете Московской Духовной Академии.
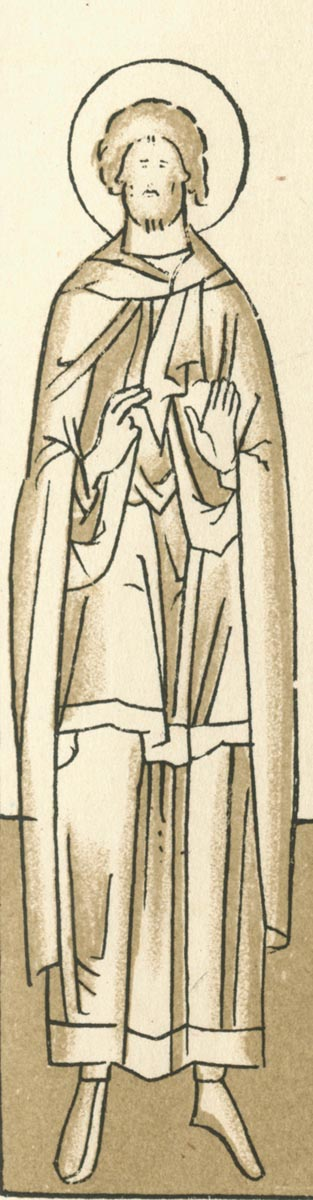
Иустин Философ. Строгановский иконописный лицевой подлинник (издан в Москве в 1869 году.). Русь, конец XVI - начало XVII в.
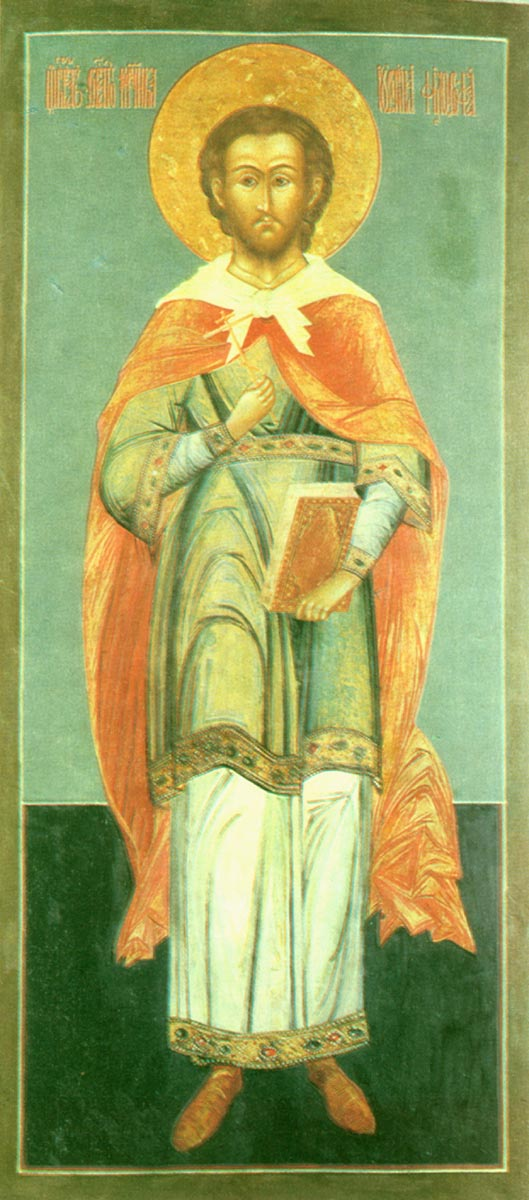
Икона Иустина Философа. Россия, XIX в. Храм Воскресения словущего на Успенском вражке, Москва.
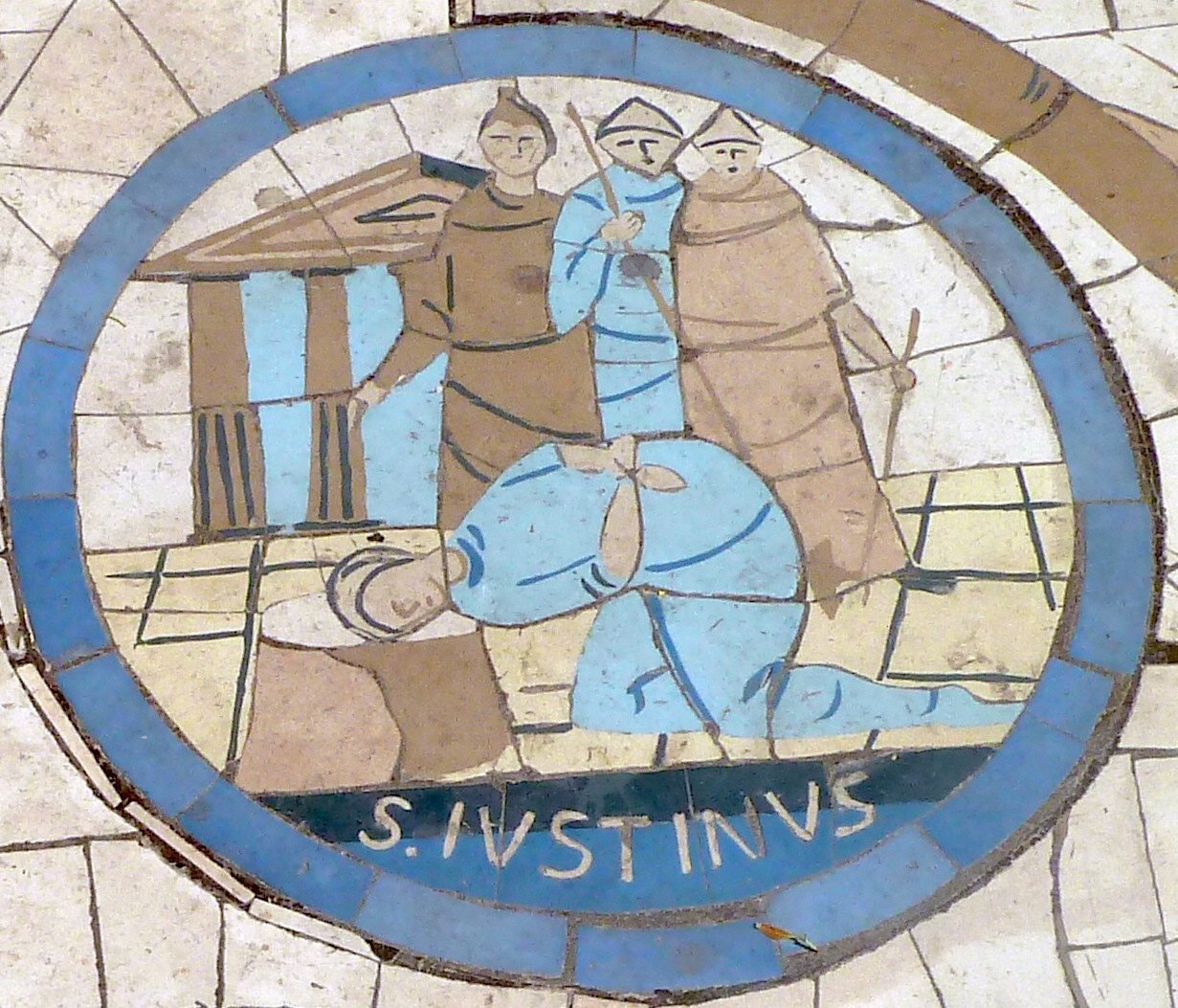
Казнь Св. Иустина Философа. Мозаика на г. Блаженств (Израиль), 1984.

## Литература

Iustini opera, 1636